# Carlotta Weide
Carlotta Weide (* 21. Februar 2004 in Erfurt) ist eine deutsche Schauspielerin.

## Karriere
Carlotta Weide spielte ab der 21. bis zur 24. Staffel der deutschen Fernsehserie Schloss Einstein die Rolle der Internatsschülerin Cäcilia Amelie von Toll. Weide lebt in Berlin.
Sie besuchte das Evangelische Ratsgymnasium und war an ihrer Schule in einer Theatergruppe. 2018 gewann sie zusammen mit drei Mitschülerinnen ihrer 9. Klasse für den Kurzfilm „Kurzes Leben“, der sich mit Mobbing auseinandersetzt, den Sonderpreis der Thüringer Staatskanzlei  „Beste Medienproduktion von Kindern und Jugendlichen in Thüringen“ beim Wettbewerb "Kompass" der Thüringer Landesmedienanstalt.

## Filmografie
- 2018–2021: Schloss Einstein (Fernsehserie, Folgen 21x01–24x26)
- 2022: Dunkelziffer (Kurzfilm)
- 2023: Morgen irgendwo am Meer
- 2025: Schattenseite